# Yunus Musah
Yunus Dimoara Musah, zkráceně jen Yunus Musah (* 29. listopad 2002 New York) je americký fotbalový záložník hrající od roku 2023 za italský klub AC Milán. Také hraje za národní tým Spojených států.

## Přestupy
- z Valencie do Milán za 20 000 000 Euro

## Kariéra

### Klubová
V roce 2012, když mu bylo devět let, se přestěhoval do Londýna a připojil se k akademii Arsenalu.

#### Valencia
V létě 2019 se Musah ve svých 16 letech připojil k akademii Valencie.
Ve věku 17 let a osmi měsíců debutoval 13. září 2020 v A-týmu v utkání La Ligy proti Levante UD. Stal se tak prvním Angličanem a Američanem, který v klubu debutoval.
Dne 1. listopadu 2020, ve věku 17 let a 338 dní, vstřelil Musah gól při remíze 2:2 proti Getafe CF, čímž se stal nejmladším zahraničním hráčem, který skóroval za Valencii, a překonal tak předchozí rekord, který držel I Kang-in.
Ve finále Copa del Rey 23. dubna 2022 vystřídal ve 100. minutě utkání proti Realu Betis Dimitriho Foulquiera, utkání skončilo nerozhodně a Musah jako jediný hráč chyboval v následném penaltovém rozstřelu, a tak Valencia ve finále prohrála.

#### Milán
V létě 2023 přestoupil Musah do AC Milán.

### Reprezentační
Narodil se ve Spojených státech ghanským rodičům, ale vyrůstal převážně v Itálii a Anglii. Musah je bývalým mládežnickým reprezentantem Anglie, v roce 2020 se však rozhodl na reprezentační úrovni oblékat dres USA.
Musah debutoval v reprezentaci 11. listopadu 2020, když nastoupil do zápasu proti Walesu (remíza 0:0). Musah hrál za USA na mistrovství světa 2022 v Kataru, odehrál všechna utkání v základní skupině i osmifinálové utkání proti Nizozemsku, které Spojené státy prohrály 1:3.

## Statistika

### Klubová
| Sezóna             | Klub               | Liga               | Liga   | Liga | Domácí poháry | Domácí poháry | Domácí poháry | Kontinentální poháry | Kontinentální poháry | Kontinentální poháry | Celkem | Celkem |
| Sezóna             | Klub               | Soutěž             | Zápasy | Góly | Soutěž        | Zápasy        | Góly          | Soutěž               | Zápasy               | Góly                 | Zápasy | Góly   |
| ------------------ | ------------------ | ------------------ | ------ | ---- | ------------- | ------------- | ------------- | -------------------- | -------------------- | -------------------- | ------ | ------ |
| 2019/20            | Valencie Mestalla  | 3. liga            | 17     | 1    | -             | 0             | 0             | -                    | 0                    | 0                    | 17     | 1      |
| 2020/21            | Valencia           | Primera División   | 32     | 1    | ŠP            | 3             | 1             | -                    | 0                    | 0                    | 35     | 2      |
| 2021/22            | Valencia           | Primera División   | 29     | 1    | ŠP            | 7             | 2             | -                    | 0                    | 0                    | 36     | 3      |
| 2022/23            | Valencia           | Primera División   | 33     | 0    | ŠP+ŠS         | 3+1           | 0             | -                    | 0                    | 0                    | 37     | 0      |
| Celkem za Valencii | Celkem za Valencii | Celkem za Valencii | 94     | 2    | -             | 14            | 3             | -                    | 0                    | 0                    | 108    | 6      |
| 2023/24            | Milán              | Serie A            | 30     | 0    | IP            | 1             | 0             | LM+LM                | 5+4                  | 0+0                  | 40     | 0      |
| 2024/25            | Milán              | Serie A            | 27     | 0    | IP+IS         | 2+2           | 0             | LM                   | 7                    | 0                    | 38     | 0      |
| Celkem za Milán    | Celkem za Milán    | Celkem za Milán    | 57     | 0    | -             | 5             | 0             | -                    | 16                   | 0                    | 78     | 0      |
| Celkově            | Celkově            | Celkově            | 168    | 3    | -             | 18            | 3             | -                    | 16                   | 0                    | 203    | 6      |

### Reprezentační

#### Statistika na velkých turnajích
| Reprezentace  | Rok     | Zápasy               | Zápasy  | Zápasy   | Zápasy           | Zápasy           | Zápasy   |
| Reprezentace  | Rok     | Fáze turnaje         | Datum   | Soupeř   | Odehraných minut | Vstřelené branky | Výsledek |
| ------------- | ------- | -------------------- | ------- | -------- | ---------------- | ---------------- | -------- |
| Spojené státy | MS 2022 | 1 zápas ve skupině H | 21. 11. | Wales    | 75               | 0                | 1:1      |
| Spojené státy | MS 2022 | 2 zápas ve skupině H | 25. 11. | Anglie   | 90               | 0                | 0:0      |
| Spojené státy | MS 2022 | 3 zápas ve skupině H | 29. 11. | Írán     | 90               | 0                | 1:0      |
| Spojené státy | MS 2022 | Osmifinále           | 3. 12.  | Nizozemí | 90               | 0                | 1:3      |
| Spojené státy | CA 2024 | 1 zápas ve skupině C | 24. 6.  | Bolívie  | 45               | 0                | 2:0      |
| Spojené státy | CA 2024 | 3 zápas ve skupině C | 2. 7.   | Uruguay  | 72               | 0                | 0:1      |

## Úspěchy

### Klubové
- vítěz italského superpoháru (1x)

Milán: 2024

### Reprezentační
- 3× účast na LN CONCACAF (2019/20 – zlato, 2022/23 – zlato, 2023/24 – zlato)
- 1× účast na MS (2022)
- 1× účast na CA (2024)